# Grup de la delafossita
El grup de la delafossita és un grup de minerals de la classe dels òxids amb fórmula general: ABO₂, on A pot ser Cu⁺ o Ag⁺, i B Fe³⁺, Cr³⁺ o Al. El grup està format per dues espècies: la delafossita, l'espècie que dona nom al grup, i la mcconnel·lita. Totes dues espècies cristal·litzen en el sistema trigonal.
| Espècie       | Fórmula |
| ------------- | ------- |
| Delafossita   | CuFeO₂  |
| Mcconnel·lita | CuCrO₂  |

Segons la classificació de Nickel-Strunz els minerals d'aquest grup pertanyen a «04.AB: Òxids amb proporció Metall:Oxigen = 2,1 i 1:1, amb Catió:Anió (M:O) = 2:1 (i 1,8:1)» juntament amb els següents minerals: crednerita, tenorita, bromellita, zincita, bunsenita, calç, manganosita, monteponita, períclasi, wüstita i pal·ladinita.
Als territoris de parla catalana tan sols ha estat descrita la delafossita. Ha estat trobada al Mas Vicenç (Queixàs, Rosselló), a Oms (Rosselló), a la mina Eureka (La Torre de Cabdella, Pallars Jussà) i a la mina San Miguel (Ribes de Freser, Ripollès). La mcconnel·lita és una espècie força rara que tan sols ha estat descrita a la Guyana, on va ser descoberta, a Jordània i a Namíbia.